# Zona Rosa
De Zona Rosa is een wijk in de gemeente Cuauhtémoc in het westen van Mexico-Stad. De wijk wordt begrensd door de straten Paseo de la Reforma, Avenida de los Insurgentes, Avenida Chapultepec, Calle Florencia en Paseo de Bucareli.
Zona Rosa betekent letterlijk 'Roze Zone'. Dit is een verwijzing naar de veelal in roze opgetrokken gebouwen in beaux-artsstijl. De wijk is aangelegd onder Porfirio Díaz. In da jaren 50 is de wijk een belangrijk sociaal en toeristisch centrum geworden. In de jaren 60 werden met de steun van artiesten en intellectuelen verschillende kunstgalerijen opgericht, en het gebied kreeg vele toeristen op bezoek tijdens de Olympische Zomerspelen 1968. Deze kosmopolitische aantrekkingskracht heeft dan weer geleid tot de bouw van hotels, restaurants en nachtclubs, maar ook tot markten voor handnijverheid en antiekwinkels.
Tegenwoordig is de Zona Rosa vooral bekend vanwege het grote aantal uitgaansgelegenheden voor homoseksuelen, wat een nieuwe bijbetekenis heeft gegeven aan de naam van de wijk.

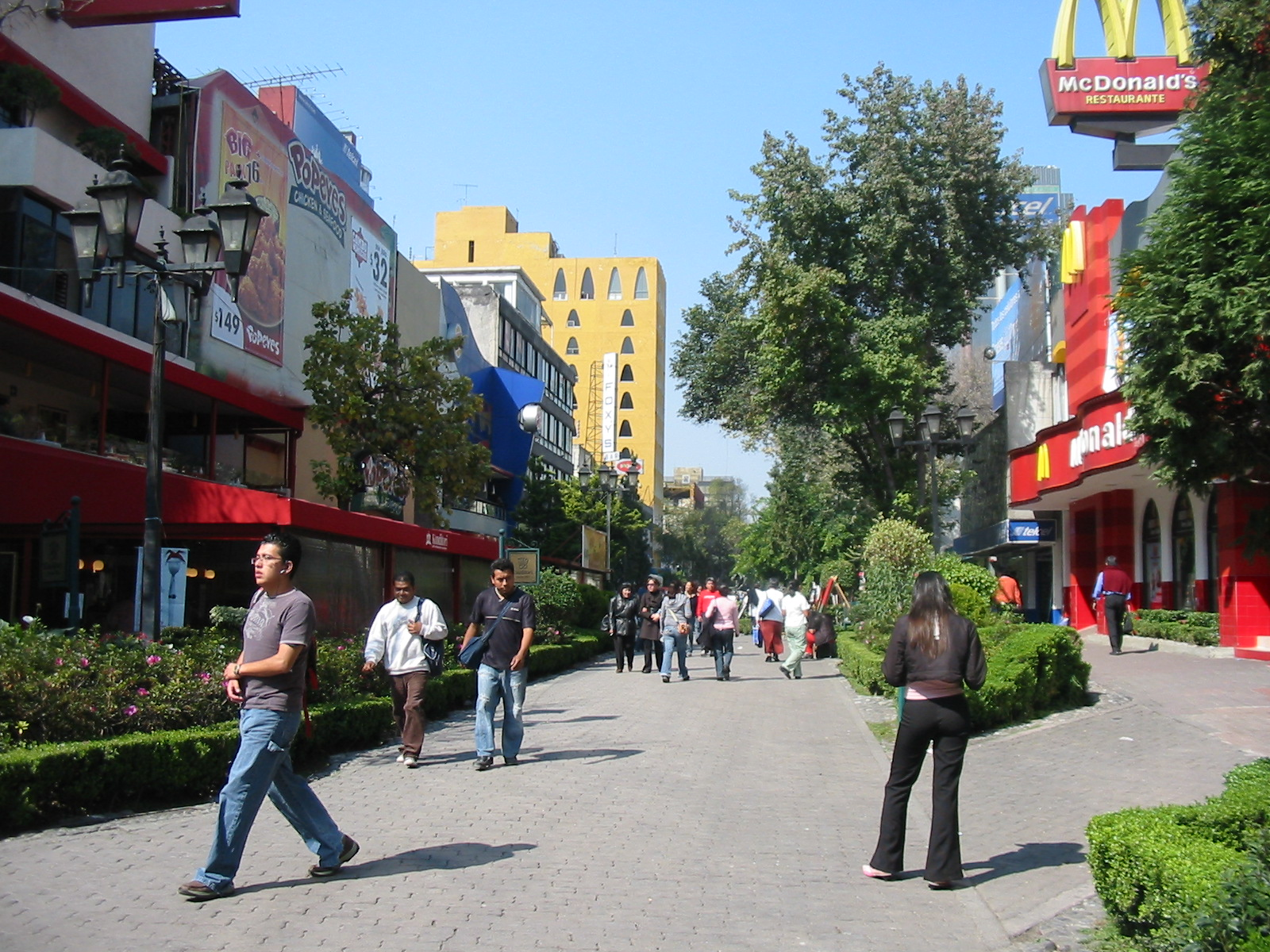
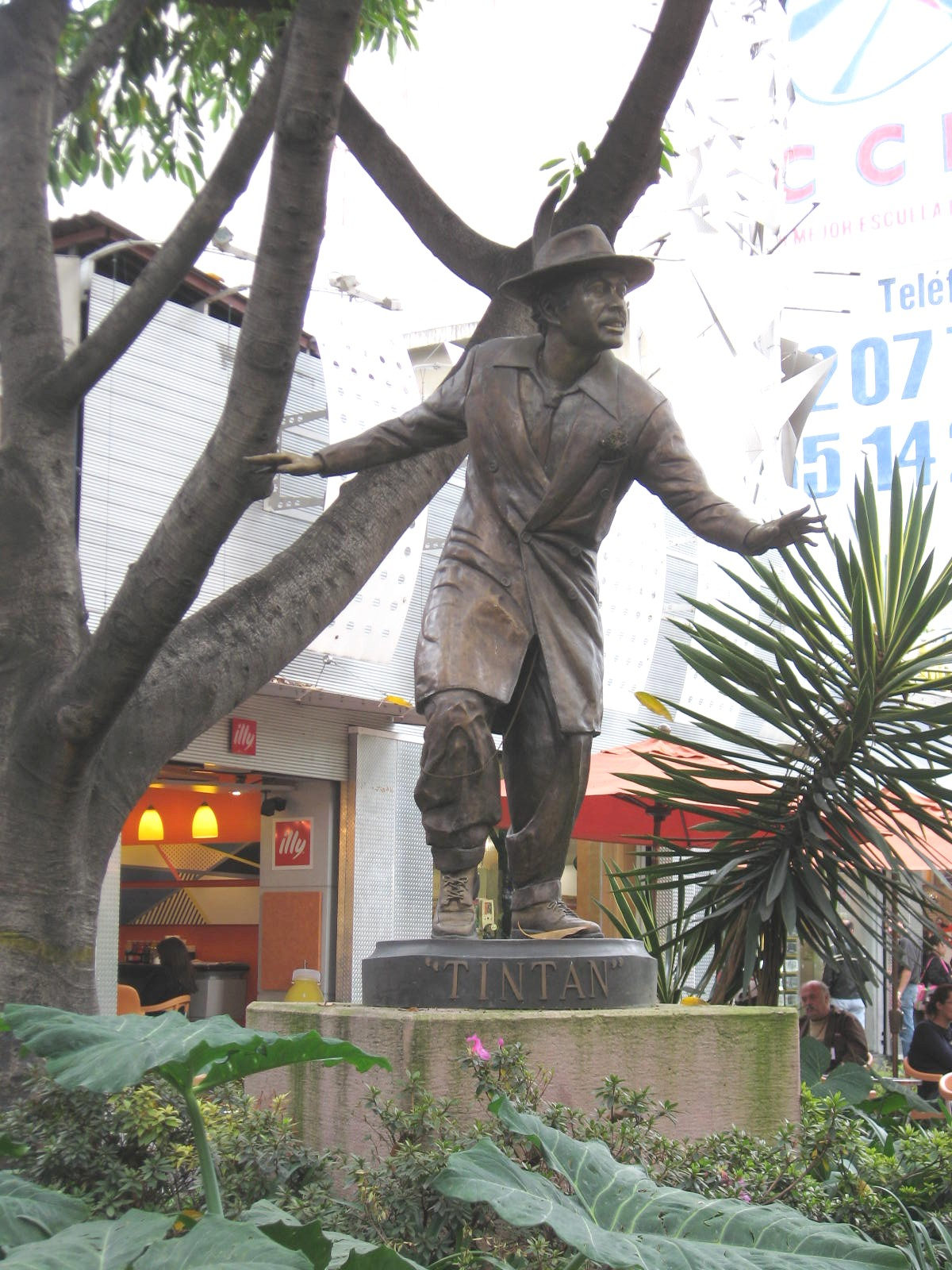
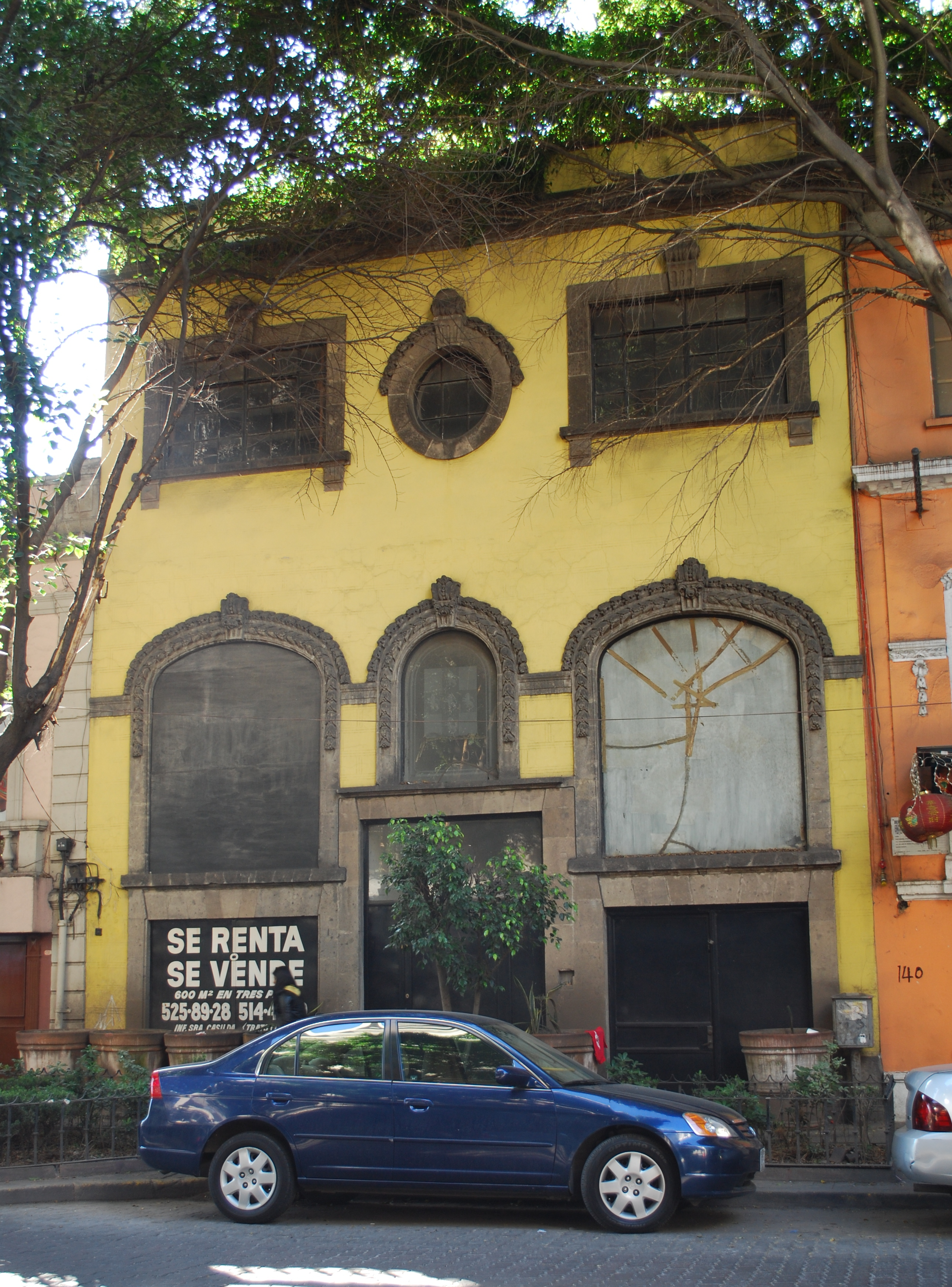
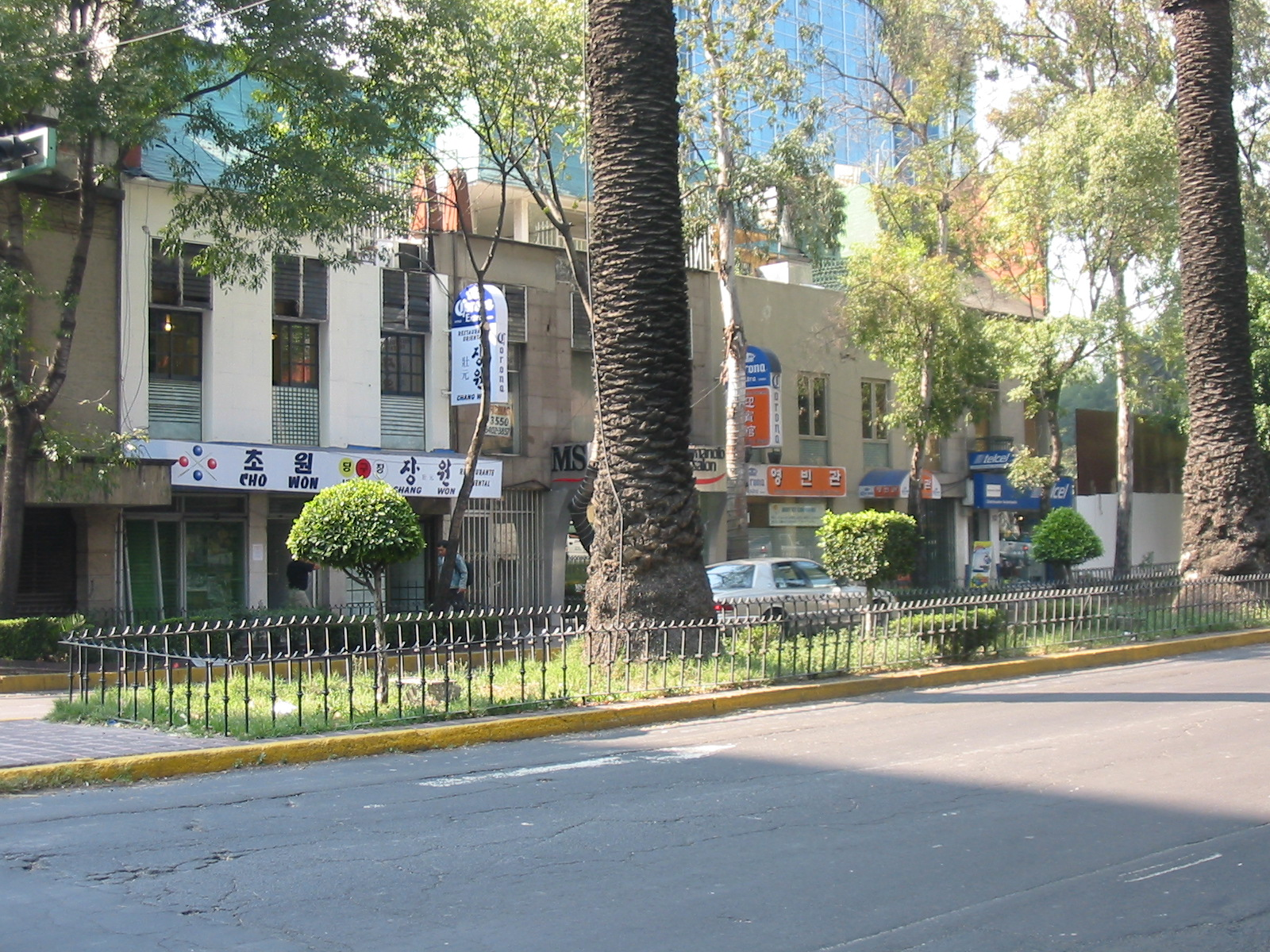
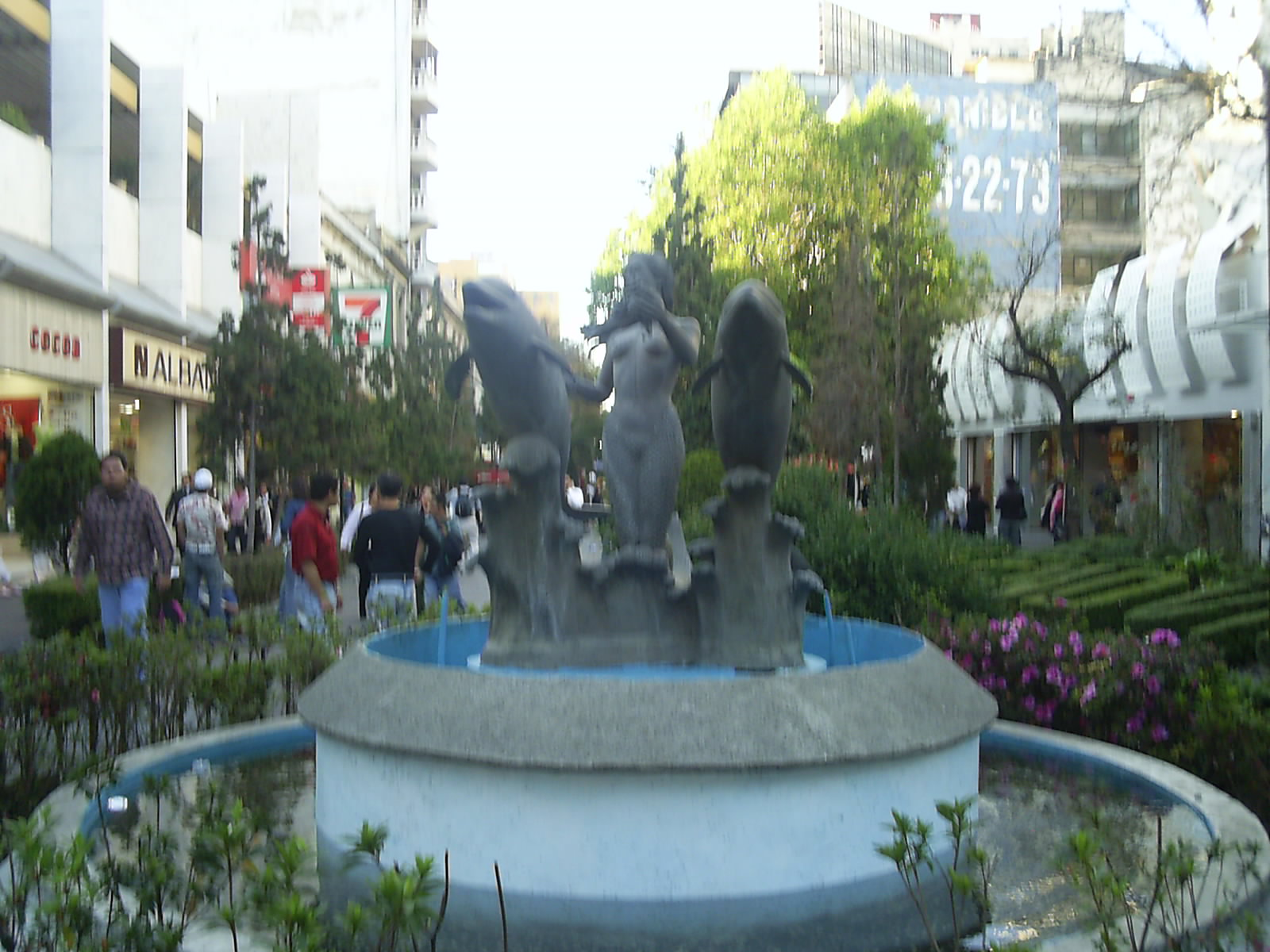
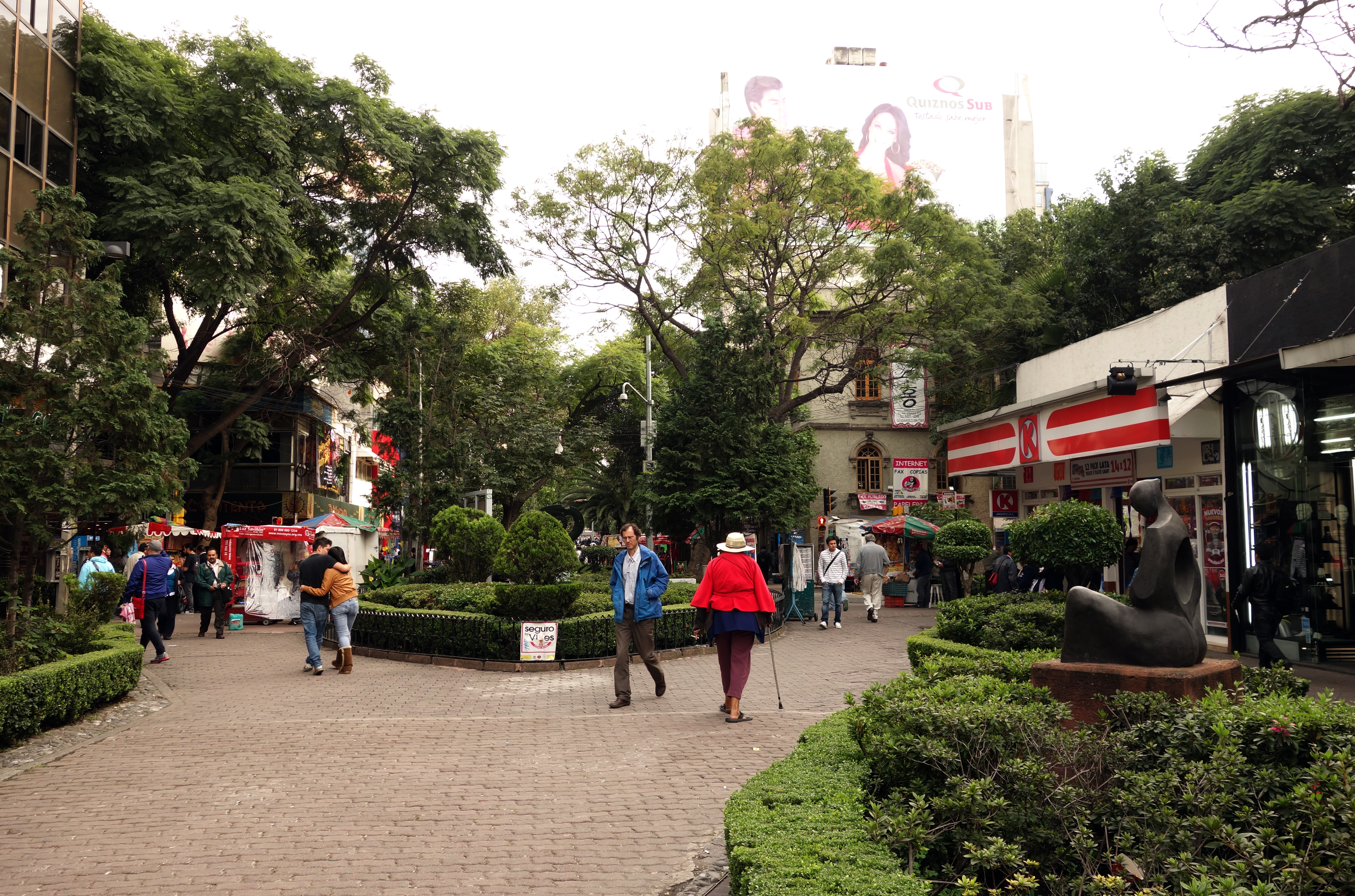